# John Anderson, 3. Viscount Waverley

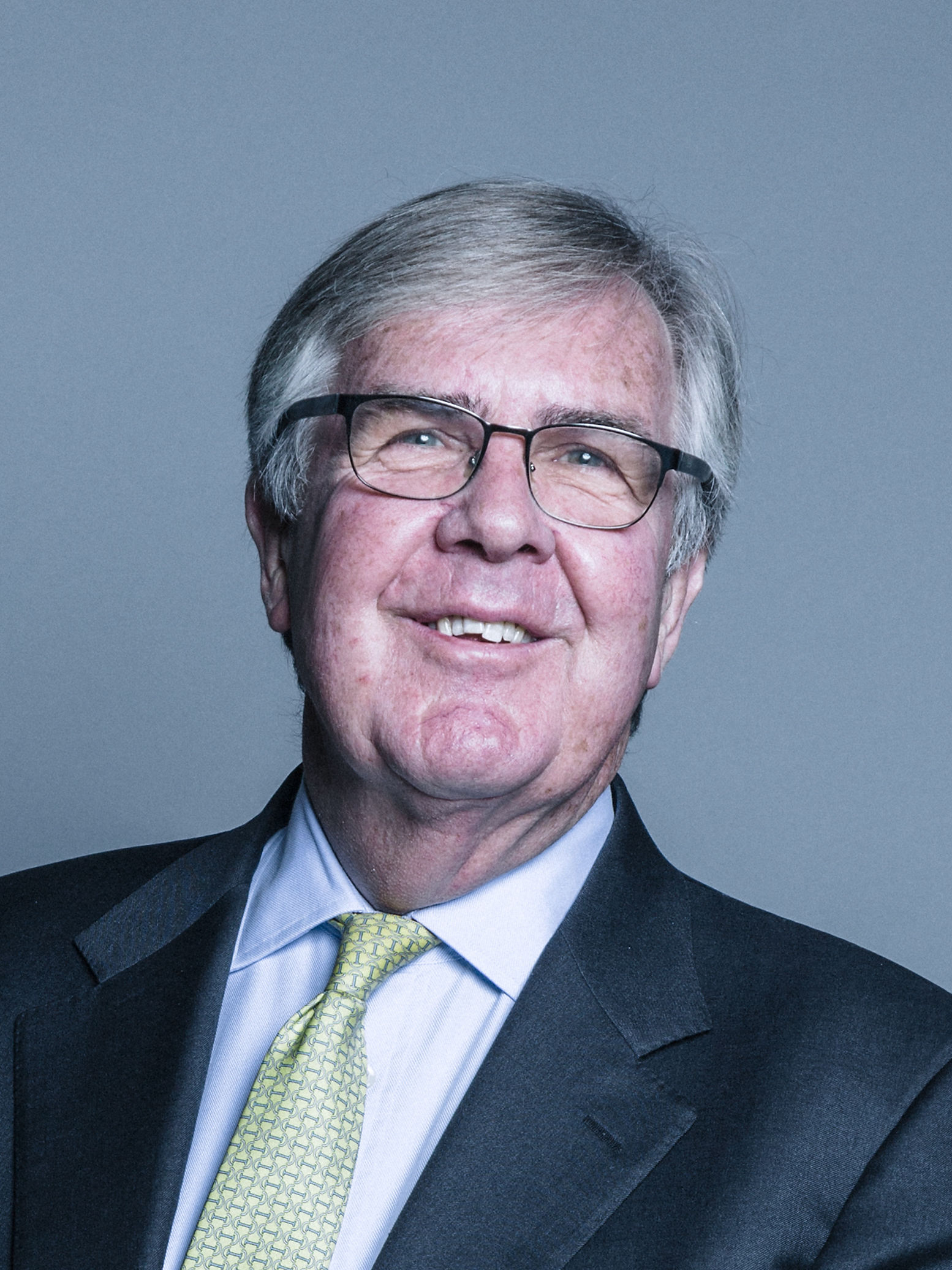
John Anderson, 3. Viscount Waverley

John Desmond Forbes Anderson, 3. Viscount Waverley (* 31. Oktober 1949) ist ein britischer Peer und seit 1990 als Parteiloser Mitglied des House of Lords.

## Leben
Er erhielt seine schulische Ausbildung am Malvern College.
Sein Großvater John Anderson, war mehrfach Minister sowie Gouverneur von Bengalen, und wurde 1952 zum 1. Viscount Waverley erhoben. Nach dem Tode seines Vaters David Anderson, der 1958 2. Viscount Waverley wurde, erbte John Desmond Forbes Anderson 1990 den Titel als 3. Viscount Waverley sowie den damit verbundenen Sitz im House of Lords. Seither gehört er zu den parteilosen Peers, den sogenannten Crossbenchern.
1999 wurde er als einer der 92 Erb-Adligen ausgewählt, die auch nach Einführung des House of Lords Act 1999 ihren ererbten Sitz im House of Lords behalten durften.
Er hat keine Kinder und ist seit 1994 in zweiter Ehe mit Ursula Helen Barrow verheiratet, die Hochkommissarin von Belize in Großbritannien war.